# Oath Keepers

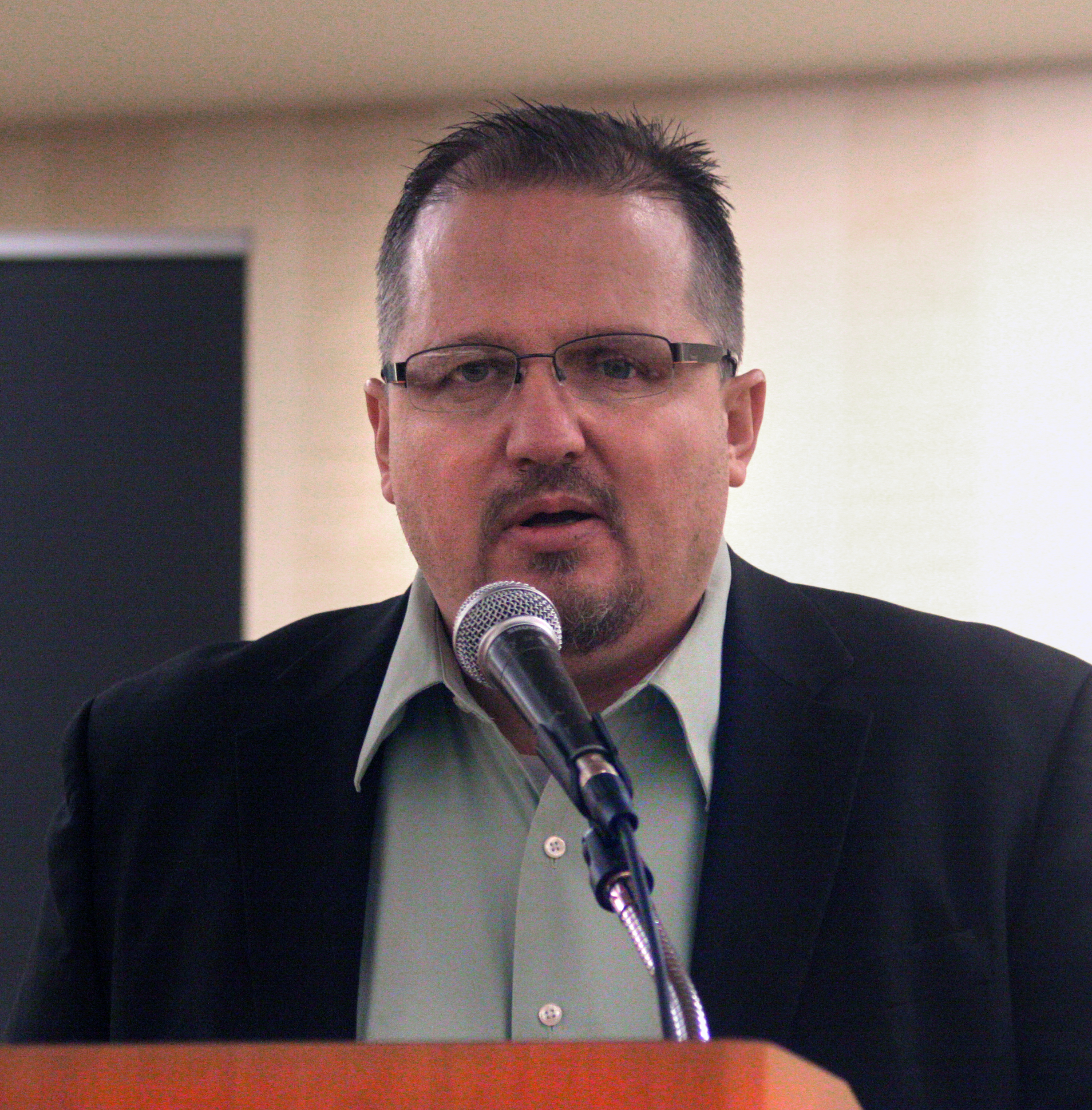
Stewart Rhodes 2011.

Les Oath Keepers (« Gardiens du serment » en français) sont un mouvement américain d'extrême droite organisé en milices anti-gouvernement. Le groupe prône la résistance contre le gouvernement fédéral des États-Unis et revendique la défense de la Constitution américaine.

## Histoire

### Assaut du capitole des États-Unis
Le 18 janvier 2021, Jon Schaffer, guitariste du groupe de metal Iced Earth, s'est rendu au FBI après la diffusion de son portrait sur lequel il portait un bonnet des Oath Keepers durant l'assaut du Capitole par des partisans de Donald Trump le 6 janvier 2021.
Le 13 janvier 2022, le chef des Oath Keepers, Stewart Rhodes, a été arrêté à la suite d'accusations multiples, dont sédition. Dix autres membres du groupe sont aussi accusés de différents crimes. En prévision de l'assaut du Capitole[réf. nécessaire], les Oath Keepers se sont organisés en petites équipes coordonnées, ont recruté et entraîné des militants puis acheminé de l’équipement paramilitaire sur les lieux (comprenant des couteaux, des bâtons, des uniformes de combat camouflés, des gilets pare-balles, des casques, des protections oculaires et des relais radio). Des armes à feu ont également été stockées à quelques kilomètres de Washington, sous la garde de militants chargés de les amener sur place en cas de besoin.
Fin septembre 2022 débute le procès de Stewart Rhodes et de quatre responsables régionaux des Oath Keepers. Ils sont accusés d'avoir comploté pour « s'opposer par la force au transfert légal du pouvoir présidentiel ». Leurs avocats affirment que les Oath Kepers sont « quasiment une force de maintien de l'ordre » et qu'ils s'attendaient à ce que Donald Trump utilise l'Insurrection Act, qui permet de mobiliser exceptionnellement des forces armées pour rétablir l'ordre. Selon cette version, les préparatifs de la milice auraient été menés dans l'hypothèse d'un appel présidentiel et non pour envahir le Capitole. Le 29 novembre 2022, Stewart Rhodes et Kelly Meggs, chef la section de Floride, sont reconnus coupables de complot séditieux et d'entrave à une procédure officielle,. Les trois autres membres sont reconnus coupables d'entrave à une procédure officielle.
Le 23 janvier 2023, quatre autres membres des Oath Keepers sont reconnus coupables de conspiration séditieuse par la justice américaine en raison de leur implication dans l'assaut du Capitole survenu deux ans plus tôt.

### Reconstitution sous Bobby Kinch (depuis 2022)
Après l'arrestation et la condamnation de Stewart Rhodes, l'organisation tente de se reconstituer sous la direction de Bobby Kinch, ancien policier de Las Vegas à la retraite. En 2022, Kinch crée une nouvelle entité appelée Oath Keepers USA via la société Northbridge Patriots LLC, avec un nouveau site web. Des documents révélés par un infiltré font état d'objectifs de croissance ambitieux visant 100 000 membres au niveau national d'ici 2025, ainsi qu'une stratégie de diversification des activités du groupe qui inclut des programmes de jeunesse ciblant notamment les Boy Scouts, le renforcement des liens avec la police et de l'engagement politique au niveau local. Malgré cette volonté de professionnalisation, l'organisation maintient un discours apocalyptique sur une tyrannie imminente et continue de prôner la préparation à des conflits violents, tout en développant des formations paramilitaires autour des compétences tactiques et de survie.